# Comemoração da Morte de Cristo
Celebração da Morte de Jesus, ou Ceia do Senhor, é um evento realizado pelas Testemunhas de Jeová, uma vez ao ano, para relembrar a morte de Jesus. É diferente de celebrações promovidas por outras denominações religiosas, por não oferecer pão e vinho como alimento aos presentes, uma vez que eles apenas os passam entre si. O pão e vinho são considerados apenas símbolos de Cristo, chamados de "emblemas". Trata-se de uma celebração solene e respeitosa, pela qual há grande empenho de divulgação da parte das Testemunhas de Jeová, visando atrair todo tipo de pessoas.

## Objetivo
A Celebração da Morte de Jesus visa relembrar o que as Testemunhas de Jeová consideram ser os maiores atos de amor já realizados: a entrega voluntária da vida de Jesus Cristo, em sacrifício, para salvação da humanidade e, acima de tudo, o presente do Pai, Jeová Deus, ao enviar o seu Filho à Terra para esse propósito, conforme entendem de versículos tais como:
- João 3:16

"Porque Deus amou tanto o mundo, que deu o seu Filho unigênito, a fim de que todo aquele que nele exercer fé não seja destruído, mas tenha vida eterna." (Tradução do Novo Mundo)
- Mateus 20:28

"Assim como o Filho do Homem veio, não para ser servido, mas para servir e dar a sua vida como resgate em troca de muitos." (TNM)
As Testemunhas de Jeová entendem ainda que a Celebração destaca a vida íntegra de Jesus, em defesa da Soberania Universal de Jeová, tendo sido ele recompensado com a ressurreição para uma vida imortal e gloriosa nos céus, aguardando à direita do Pai o momento de assumir o reinado sobre a Terra.

### Utilização do termo Celebração
Para alguns, o termo "celebração" traz à ideia uma festa efusiva de diversão. No entanto, segundo a 7ª edição do dicionário Porto Editora, editado em Portugal, a palavra "comemorar" significa:
"fazer recordar, trazer à memória, solenizar para recordar; lembrar. (do latim commemorare, 'lembrar')"
Assim, o termo usado pelas Testemunhas de Jeová visa "trazer à memória" e recordar solenemente o que consideram ter sido o mais nobre dos atos, a oferta voluntária da vida de Jesus Cristo. (João 15:13) Tal como muitos países e instituições comemoram os aniversários do nascimento ou morte dos seus maiores heróis ou figuras de destaque, as Testemunhas de Jeová consideram especialmente importante celebrar solenemente a morte daquele a quem consideram ser o Salvador da Humanidade. (1 João 4:14) Encaram esta Celebração, não como um momento de diversão banal, mas como uma cerimônia que convida à meditação e reflexão. (Eclesiastes 7:1,2) Apesar do respeito e reverência com que encaram a ocasião, sentem-se particularmente felizes e alegres em estar presentes, visto que a morte e ressurreição de Jesus lhes dá a esperança de um futuro brilhante, de uma vida eterna.(Romanos 6:23)

## Início da Celebração
Visto que creem na Bíblia, as Testemunhas de Jeová remetem para os Evangelhos a origem e instituição desta Celebração.
Segundo o relato bíblico, Jesus, como judeu que era, celebrava anualmente a Páscoa judaica. (Lucas 2:41,12) Esta cerimônia recordava os acontecimentos da noite de 14 do mês de Nisã, ocorridos mais de quinze séculos antes, quando os hebreus então cativos no Egito foram libertos sob a liderança de Moisés. Nessa noite, todos os israelitas foram instruídos a abaterem um cordeiro que deveria ser o alimento de cada família e cujo sangue deveria ser usado para marcar as ombreiras das portas. (Êxodo 12:1-14) Esta marca livraria as casas assinaladas da morte de cada primogénito às mãos de um anjo executor que as passaria por alto. A própria palavra Páscoa deriva-se do antigo vocábulo hebraico pésach, ou "passar por alto" [em inglês, passover]. A morte dos primogénitos entre os egípcios, ou seja, a décima praga, acabou por levar o Faraó a deixar partir os cativos. (Êxodo 12:29-31) Segundo as instruções divinas, esta libertação deveria ser comemorada por repetir a refeição daquela noite. (Êxodo 12:14) Assim, por muitos séculos, a cada dia 14 de Nisã, pouco depois do pôr do sol (início do dia entre os judeus) os judeus tomavam esta refeição pascal e relembravam a libertação da escravidão no Egito. Visto que, tanto Jesus como os seus doze apóstolos eram judeus, eles se reuniram para a Páscoa anual, refeição altamente simbólica. Era constituída por cordeiro assado, pão não fermentado (para recordar o precipitado êxodo ou fuga dos israelitas que não permitiu sequer que o pão levedasse) e ervas amargas (para lembrar a dura escravidão). A refeição era acompanhada de vinho.
No final desta refeição pascal, Jesus mandou embora Judas Iscariotes, permanecendo na sala com os restantes onze apóstolos. Então, conforme o relato de Lucas 22:19, 20 (TNM), ele distribuiu entre eles um pouco do pão não levedado da Páscoa, dizendo:
"Isto representa o meu corpo, que será dado em benefício de vocês."
A seguir, Jesus fez passar um copo de vinho, dizendo:
"Este cálice representa o novo pacto com base no meu sangue, que será derramado em seu benefício."
Ele disse também:
"Persistam em fazer isso em memória de mim."
Assim, esta última Ceia, tomada talvez por volta das nove ou dez da noite, acabou por ser em antecipação da sua morte visto que Jesus morreu às três horas da tarde desse mesmo dia (do ponto de vista do calendário judaico).
O apóstolo Paulo, ao escrever aos cristãos em Corinto, descreveu esta cerimônia instituída por Jesus da seguinte forma:
"Pois eu recebi do Senhor o que também lhes transmiti: que o Senhor Jesus, na noite em que ia ser traído, pegou um pão,  e, depois de dar graças, partiu-o e disse: “Isto representa o meu corpo, em benefício de vocês. Persistam em fazer isso em memória de mim.”  Ele fez o mesmo também com respeito ao cálice, depois de terem tomado a refeição, dizendo: “Este cálice representa o novo pacto com base no meu sangue. Persistam em fazer isso, sempre que o beberem, em memória de mim.” Pois, sempre que vocês comerem esse pão e beberem esse cálice, estarão proclamando a morte do Senhor, até que ele venha." (1 Coríntios 11:23-26)
Assim, as Testemunhas de Jeová entendem que a Celebração da Morte de Jesus substituiu a celebração da Páscoa, deixando aquela cerimônia de ter qualquer significado para os cristãos. (Romanos 10:4) Para os seus seguidores, Jesus era o próprio cordeiro pascal que nesse mesmo dia seria sacrificado, e cujo sangue resultaria na libertação ou salvação dos crentes. (Romanos 5:18-21) As Testemunhas de Jeová realizam anualmente esta cerimónia, não como um mero ritual formalístico, mas atribuindo-lhe importância central na sua forma de adoração. (1 Coríntios 11:26)

### Celebração segundo as Testemunhas de Jeová

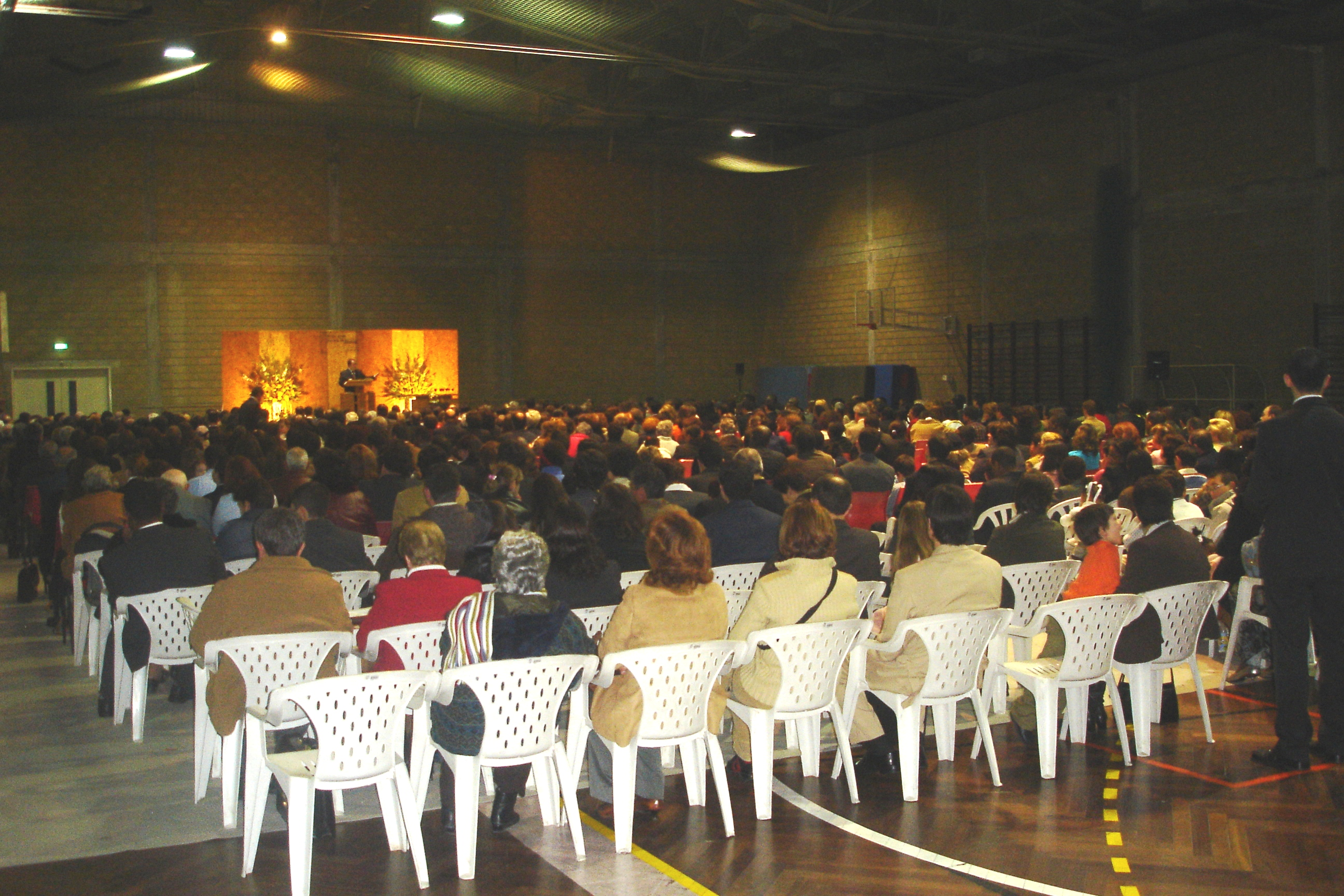
Memorial realizado em recinto desportivo com uma assistência de cerca de 800 pessoas, muito acima da lotação do Salão do Reino local

Nessa reunião anual, as Testemunhas de Jeová reúnem-se após o pôr-do-sol, segundo o horário de cada região do mundo, no dia que corresponda a 14 de nisã, no antigo calendário judaico. (Gênesis 12:6,14) Estas reuniões são realizadas no Salão do Reino local ou, caso a assistência esperada exceda a sua lotação, em salas alugadas para o efeito. Não é usada qualquer decoração especial ou adereços específicos, apesar de, especialmente no caso de salas alugadas, haver a preocupação de tornar o local digno para o evento. (Mateus 26:17–19) É colocada uma tribuna para o orador, usualmente com amplificação sonora, e uma mesa que contém os emblemas da Celebração, ou seja, o prato com o pão ázimo, não fermentado, e uma taça com vinho tinto, sem aditivos. Caso a assistência seja numerosa, o número dos emblemas poderá aumentar para permitir que a passagem entre os presentes se efetue em cerca de dez minutos.
A reunião dura cerca de uma hora e é constituída por uma palestra à base da Bíblia onde o orador recorda os eventos daquela noite de 14 de nisã de 33 EC, segundo a cronologia das Testemunhas de Jeová. (Lucas 22:19). São destacados os atos de amor de Jeová e de Jesus e como estes beneficiam a humanidade escravizada ao pecado. (Judas 25). A doutrina do resgate é considerada com pormenor, apresentando-se argumentos que relacionam o sacrifício de Jesus Cristo com a salvação da humanidade. (Hebreus 5:9). Descreve-se também a crença de que apenas 144.000 pessoas, ungidas ou escolhidas, serão ressuscitadas para uma vida imortal no céu, junto com Cristo, com o objetivo de reinarem sobre a Terra. (Apocalipse 5:10; Apocalipse 14:1–3). Para o restante da humanidade, é apresentada a esperança de uma vida eterna na Terra, sob a liderança desse Reino de Deus (Apocalipse 11:15; Salmos 37:11,29; Hebreus 2:5)
Perto do final da palestra, é então iniciada a Celebração propriamente dita sendo que, após uma oração proferida por um ministro local das Testemunhas de Jeová, o pão é passado por todos os presentes na assistência. O mesmo procedimento é seguidamente efetuado quanto ao vinho.
A reunião começa e termina com oração e cânticos apropriados à ocasião. Entendem assim repetir algo que o próprio Cristo fez junto com os apóstolos fiéis, conforme o relato em Mateus 26:30:
| “ | Por fim, depois de cantarem louvores, saíram para o Monte das Oliveiras. | ” |
|   | — Mateus 26:30 (TNM).                                                    |   |

## O pão e o vinho emblemáticos
O pão ázimo, ou não fermentado, e o vinho tinto sem aditivos, representam respectivamente o corpo imaculado de Cristo e o seu sangue derramado em redenção dos humanos. São assim símbolos ou emblemas da vida perfeita do Cristo, ou Messias, o Filho de Deus, que ele entregou voluntariamente. As Testemunhas de Jeová rejeitam a doutrina da transubstanciação, a crença das grandes denominações cristãs, segundo a qual após a consagração do pão e do vinho pelo sacerdote, estes se transformam literalmente na substância do corpo e do sangue de Cristo. Também rejeitam a doutrina da consubstanciação, a ideia que a sua carne e seu sangue se combinam com o pão e o vinho. Para ela esses ensinamentos se chocam com várias leis divinas, como a proibição do canibalismo e a de se abster de sangue (Atos 15:28,29; Mateus 5:17-19).
Para as Testemunhas de Jeová, o pão e o vinho usados são meramente ilustrativos ou emblemáticos, ou seja, representam o corpo e o sangue do Cristo, mas não possuem qualquer poder milagroso ou similar.

### Participantes dos emblemas
As Testemunhas de Jeová creem que apenas os homens e mulheres ungidos com espírito santo, portanto pertencentes à classe dos 144.000, devem tomar dos emblemas. Baseiam esta doutrina nos seguintes versículos bíblicos:
- Lucas 22:28-29

"No entanto, vocês são os que ficaram comigo nas minhas provações; e eu faço com vocês um pacto para um reino, assim como o meu Pai fez um pacto comigo." (TNM)
Para as Testemunhas de Jeová, isto indica que os que tomam dos emblemáticos pão e vinho entram numa relação pactuada com Jesus, para reinarem com ele. Segundo elas, o número e a função destes escolhidos são indicados nos seguintes textos:
- Lucas 12:32

"Não tema, pequeno rebanho, porque o seu Pai se agradou de dar o Reino a vocês." (TNM)
- Apocalipse 5:9-10

"O senhor é digno de pegar o rolo e de abrir os seus selos, pois foi morto e com o seu sangue comprou pessoas para Deus, de toda tribo, língua, povo e nação, e fez deles um reino e sacerdotes para o nosso Deus, e eles reinarão sobre a terra." (TNM)
- Apocalipse 14:1-5

"Então vi o Cordeiro em pé no monte Sião, e com ele 144.000, que têm o nome dele e o nome do seu Pai escritos na testa. [...] Ninguém podia aprender esse cântico, exceto os 144.000 que foram comprados da terra. [...] Foram comprados dentre a humanidade como primícias para Deus e para o Cordeiro, e não se achou engano na sua boca; eles não têm defeito." (TNM)
Assim, caso se encontre alguém na assistência que creia pertencer a este grupo, ou "pequeno rebanho", conforme a terminologia encontrada em Lucas 12:32 acima transcrito, ele ou ela comerá parte do pão e beberá um pouco de vinho. Isso indicará aos restantes que tal pessoa possui uma esperança de reinar com Cristo nos céus. Em 2024, compareceram à Celebração da Morte de Jesus um total de 21.119.442 pessoas, sendo que uma minoria de 23.212 tomaram dos emblemas, ou seja, por volta de 0,001% da assistência mundial.
As Testemunhas de Jeová que não possuem esta esperança celestial, ou seja, não consideram fazer parte do "pequeno rebanho", creem pertencer a um grupo de "outras ovelhas", conforme as palavras de Jesus:
- João 10:16

"E tenho outras ovelhas, que não são deste aprisco; a estas também tenho de trazer, e elas escutarão a minha voz e se tornarão um só rebanho, um só pastor." (TNM)
Para tais estará reservada a vida eterna na Terra, conforme entendem da seguinte promessa bíblica:
- Salmos 37:29

"Os justos possuirão a terra e viverão nela para sempre." (TNM)
Entendem que, a existir uma classe de governantes celestiais, deverá existir um grupo muito superior de súditos terrestres. (Salmos 72:8; Provérbios 14:28) Assim, ao passar pela sua frente o pão e o vinho, o ato de não tomar deles revela esta sua esperança. Apesar de não participarem dos emblemas durante a Celebração, estes assistentes consideram ser um privilégio estarem presentes naquele dia como observadores apreciativos.

## Periodicidade e dia da Celebração
Segundo a Bíblia, Jesus Cristo morreu no dia 14 do mês judaico de nisã, que se iniciava na lua nova visível em Jerusalém, mais próxima do equinócio de Primavera, que ocorre a 21 de março. O dia entre os judeus não se iniciava à 0 hora (meia-noite), mas sim ao pôr do sol. Portanto, o dia em que Jesus morreu durou do pôr do sol de um dia até o pôr do sol do dia seguinte, tendo ele morrido por volta das 15 horas. A sua ressurreição ocorreu no terceiro dia, ou seja, na madrugada do dia 16 de nisã.
As Testemunhas de Jeová entendem que o cumprimento da ordem de Jesus de repetir a passagem do pão e do vinho em sua memória deve ser realizado no mesmo dia 14 de nisã, a cada ano, tal como acontece com um aniversário. A data no calendário atual varia conforme o dia em que cai 14 de nisã. Os judeus, entre os quais o próprio Jesus, comemoravam a Páscoa anualmente. Assim, para as Testemunhas de Jeová parece lógico que esta nova Celebração, que substitui a Páscoa, também deve ser realizada anualmente, no dia exato da sua morte.
As Testemunhas de Jeová, em todo o mundo, afirmam restaurar os procedimentos originalmente instituídos por Jesus e pelos apóstolos e, assim, celebram a morte de Jesus no seu exato dia. Entendem que esta é a forma correta de obedecer à ordem de Cristo: "Persistam em fazer isso em memória de mim."

## Lembrança dos últimos dias de Jesus
Em face da importância que atribuem à morte sacrificial de Jesus Cristo, as Testemunhas de Jeová costumam envolver-se em atividades incrementadas na época do ano em celebram aquele evento. Muitos entre elas aumentam a sua atividade de pregação, por continuamente visitarem os seus vizinhos com a sua mensagem bíblica. (Salmos 145:11,12; Atos 14:17) Esforçam-se também, individualmente ou em família, por recapitular na Bíblia os últimos eventos que vividos por Jesus, lendo e meditando nos eventos que, segundo a sua perspectiva, aconteceram em cada um dos dias anteriores à sua morte e ressurreição. (Filipenses 4:8) Segundo a sua leitura dos Evangelhos, as Testemunhas de Jeová descrevem esses dias conforme a tabela abaixo, lembrando que o dia judaico começava e terminava com o pôr do sol, iniciando-se então um novo dia. Assim, um dia judaico corresponde, na atualidade, ao tempo decorrido entre as cerca das 18 horas de um dia e o que vai daí até ao pôr do sol do dia seguinte.
| Dias do calendário judaico | Dias do calendário atual (em 2025) | Principais eventos segundo os Evangelhos | Relatos bíblicos                                                                 |
| -------------------------- | ---------------------------------- | --- | -------------------------------------------------------------------------------- |
| 8 de nisã                  | 6-7 de abril                       | Jesus e os seus discípulos chegam a Betânia. | João 11:55-12:1                                                                  |
| 9 de nisã                  | 7-8 de abril                       | Jesus toma uma refeição em casa de Simão. Maria, irmã de Marta e de Lázaro, derrama óleo perfumado na cabeça de Jesus. Muitos vêm de Jerusalém para ver e ouvir Jesus. Na manhã seguinte, Jesus entra triunfalmente em Jerusalém montado num jumento e depois ensina no templo. | Mateus 26:6-13; 21:1-11,14-17 Marcos 14:3-9; 11:1-11 Lucas 19:29-44 João 12:2-19 |
| 10 de nisã                 | 8-9 de abril                       | Jesus expulsa os comerciantes do templo. Jeová fala desde o céu. | Mateus 21:12, 13, 18, 19 Marcos 11:12-19 Lucas 19:45-48 João 12:20-50            |
| 11 de nisã                 | 9-10 de abril                      | Jesus ensina no Templo de Jerusalém usando ilustrações. Condena os fariseus. Elogia a contribuição de uma viúva. Profetiza o sinal da sua presença e do final do sistema de coisas (últimos dias). | Mateus 21:19–25:46 Marcos 11:20–13:37 Lucas 20:1–21:38                           |
| 12 de nisã                 | 10-11 de abril                     | Jesus passa um dia calmo com os discípulos em Betânia. Judas Iscariotes prepara a traição. | Mateus 26:1-5, 14-16 Marcos 14:1, 2, 10, 11 Lucas 22:1-6                         |
| 13 de nisã                 | 11-12 de abril                     | Pedro e João preparam a Páscoa em Jerusalém. Jesus e os demais apóstolos seguem-nos no fim da tarde. | Mateus 26:17-19 Marcos 14:12-16 Lucas 22:7-13                                    |
| 14 de nisã                 | 12-13 de abril                     | Os judeus celebram a Páscoa. Jesus lava os pés dos apóstolos. Judas sai para trair Jesus. Após a refeição pascoal, Cristo institui a Celebração da sua morte. Mais tarde, é traído e preso no jardim de Getsêmani. Os apóstolos fogem. Julgamento perante os principais sacerdotes e o Sinédrio. Pedro nega a Jesus. Jesus fica de novo perante o Sinédrio. É enviado a Pilatos, depois a Herodes Antipas e de novo a Pilatos. Sentenciado à morte, pregado numa estaca, morre por volta das três horas da tarde e é sepultado. Jesus permanece morto durante o final deste primeiro dia. | Mateus 26:20-27:61 Marcos 14:17-15:47 Lucas 22:14-23:56 João 13:1-19:42          |
| 15 de nisã                 | 13-14 de abril                     | Sábado judaico. Pilatos permite guardas no túmulo de Jesus. Jesus permanece morto durante o segundo dia. | Mateus 27:62-66                                                                  |
| 16 de nisã                 | 14-15 de abril                     | Ao terceiro dia, Jesus é ressuscitado e aparece para alguns de seus discípulos. | Mateus 28:1-15 Marcos 16:1-8 Lucas 24:1-49 João 20:1-25                          |